# Убить пересмешника
«Уби́ть пересме́шника» (англ. To Kill a Mockingbird) — роман-бестселлер американской писательницы Харпер Ли, опубликованный в 1960 году, за который в 1961 году она получила Пулитцеровскую премию. Её успех стал вехой в борьбе за права чернокожих.

## Сюжет
Книга начинается с предка семейства Финч — Саймона Финча. Будучи методистом, он бежал от религиозной нетерпимости в Англии, поселился в штате Алабама, разбогател и, несмотря на свои религиозные убеждения, купил несколько рабов.
Основная история происходит в течение трёх лет с момента пика Великой депрессии в вымышленном «уставшем от долгой жизни» городе Мейкомбе, штат Алабама. Главная героиня — шестилетняя Джин-Луиза Финч, которая живёт со своим старшим братом Джимом и их отцом Аттикусом, пожилым адвокатом. Джим и Джин встречают мальчика по имени Дилл, который каждое лето приезжает в Мейкомб к своей тёте. Трое детей боятся своего соседа — затворника Рэдли по прозвищу Страшила. Взрослые Мейкомба не решаются говорить о Страшиле, и в течение многих лет мало кто видел его. Дети будоражат воображение друг друга слухами о его внешности и причинами затворничества. Они придумывают, как вытащить его из дома. После двух летних каникул с Диллом Джин и Джим обнаруживают, что кто-то оставляет им небольшие подарки в дереве рядом с домом Рэдли. Несколько раз таинственный Страшила оказывал им знаки внимания, но, к их разочарованию, никогда не появлялся лично.
Несмотря на то, что многие из граждан не поддерживают его, Аттикус берётся за заведомо проигрышное дело, чтобы защитить Тома Робинсона, чернокожего человека, обвинённого в изнасиловании молодой белой женщины. Другие дети дразнят за это Джима и Джин. Джин пытается защитить честь отца, хотя он и против. Со своей стороны, Аттикус сталкивается с группой людей, намеревавшихся линчевать Тома. Эта опасность минует, когда Джин, Джим и Дилл стыдят толпу, заставляя её посмотреть на ситуацию с точки зрения Аттикуса и Тома.
Поскольку Аттикус не хочет, чтобы дети присутствовали на суде Тома Робинсона, Джин, Джим и Дилл прячутся на балконе зала суда. Аттикус устанавливает, что обвинители (Мэйелла и её отец, Боб Юэл, городской пьяница) лгут. Также выясняется, что одинокая Мэйелла домогалась Тома, и её отец поймал и избил её. Несмотря на существенные доказательства невиновности Тома, присяжные осуждают его. Вера в правосудие Джима и Аттикуса сильно подорвана, когда Том застрелен при попытке к бегству.
Несмотря на победу в этом деле, репутация Боба Юэла разрушена, и он клянётся отомстить. Он плюёт Аттикусу в лицо на улице, пытается ворваться в дом председательствующего судьи и угрожает вдове Тома Робинсона. Наконец он нападает на беззащитных Джима и Джин, идущих ночью домой после школьного Хэллоуина. Кто-то приходит на помощь детям. Таинственный человек несёт Джима, у которого сломана рука, домой, где Джин понимает, что это Страшила Рэдли.
Шериф Мейкомба обнаруживает, что Боб Юэл убит. Шериф спорит с Аттикусом о благоразумии Джима и ответственности Страшилы, напоминая, что в теле Юэла торчит кухонный нож, и выдвигает версию, по которой Юэл случайно упал на собственный нож. Для иллюстрации того, как это могло произойти, шериф достаёт из кармана другой нож, о котором хладнокровно говорит, что отобрал его сегодня у пьяного в городе. Из всего сказанного становится ясно, что это и есть нож Юэла, а нож в теле может быть только оружием Страшилы. Шериф считает, что, если весь город будет считать Страшилу героем, спасшим детей, тот не вынесет такого горячего внимания. Аттикус в конечном итоге принимает версию шерифа о том, что Юэл просто упал на собственный нож, и благодарит Страшилу за жизни своих детей. Страшила просит Джин проводить его домой и, после того, как она прощается с ним у входной двери, снова исчезает. Джин никогда его больше не увидит. Стоя на крыльце Рэдли, она представляет себе жизнь с точки зрения Страшилы и сожалеет, что они никогда не благодарили его за подарки и что считали его очень плохим человеком.

## Прототипы
Сюжет и персонажи основаны на наблюдениях автора за своей семьёй, соседями и событиями, происходившими в её родном городе в 1936 году, когда ей было 10 лет. Прототипом Аттикуса Финча автор называла своего отца. Прототипом Дилла послужил американский писатель Трумен Капоте, который был соседом и другом Харпер Ли.

## Успех и признание
Роман полюбился читателям своим юмором и теплом, несмотря на такие серьёзные (и типичные для южной готики) темы, как сексуальное насилие, расизм, социальное неравенство (дети сравнивают материальное положение своих семей). Отец рассказчицы, Аттикус Финч, стал образцом морали для многих читателей, а также примером честного адвоката. При этом, отмечает критик Э. Б. Кузьмина, «урок высокого гражданского и человеческого мужества, который даёт нам Харпер Ли, тем весомее, что Аттикус — в общем обычный, незаметный человек; что показан он через восприятие ребят, горячо переживающих все его поступки; что и сами ребята у нас на глазах приобретают что-то важное». В романе проводится мысль о том, что дети обладают врождённым чувством справедливости и приобретают предрассудки лишь под влиянием окружающих.
«Убить пересмешника» входит в программу 80 % американских школ, в американскую версию списка «100 лучших детективных романов всех времён», занимает шестую строчку в списке 200 лучших книг по версии BBC. На 2016 год общий тираж англоязычных изданий составляет 30 миллионов экземпляров.

## Переводы и адаптации
Роман был экранизирован в 1962 году режиссёром Робертом Маллиганом. Фильм «Убить пересмешника» c Грегори Пеком в главной роли был номинирован на премию «Оскар» в 8 категориях и удостоен трёх статуэток (за лучшую мужскую роль, за лучший адаптированный сценарий и за лучшие декорации). Фильм регулярно включается в различные рейтинги лучших за всю историю кинематографа США.
На русский язык роман был переведён в 1963 году Норой Галь и Раисой Облонской. Корней Чуковский в книге «Высокое искусство» (1964) причисляет перевод повести Харпер Ли «Убить пересмешника», выполненный в соавторстве Н. Галь и Р. Облонской, к числу «переводов, которые могли бы пригодиться молодым переводчикам в качестве образцов и учебников»; высокую оценку переводу дала также рецензент русского издания И. М. Левидова.